# Hades (cristianismo)

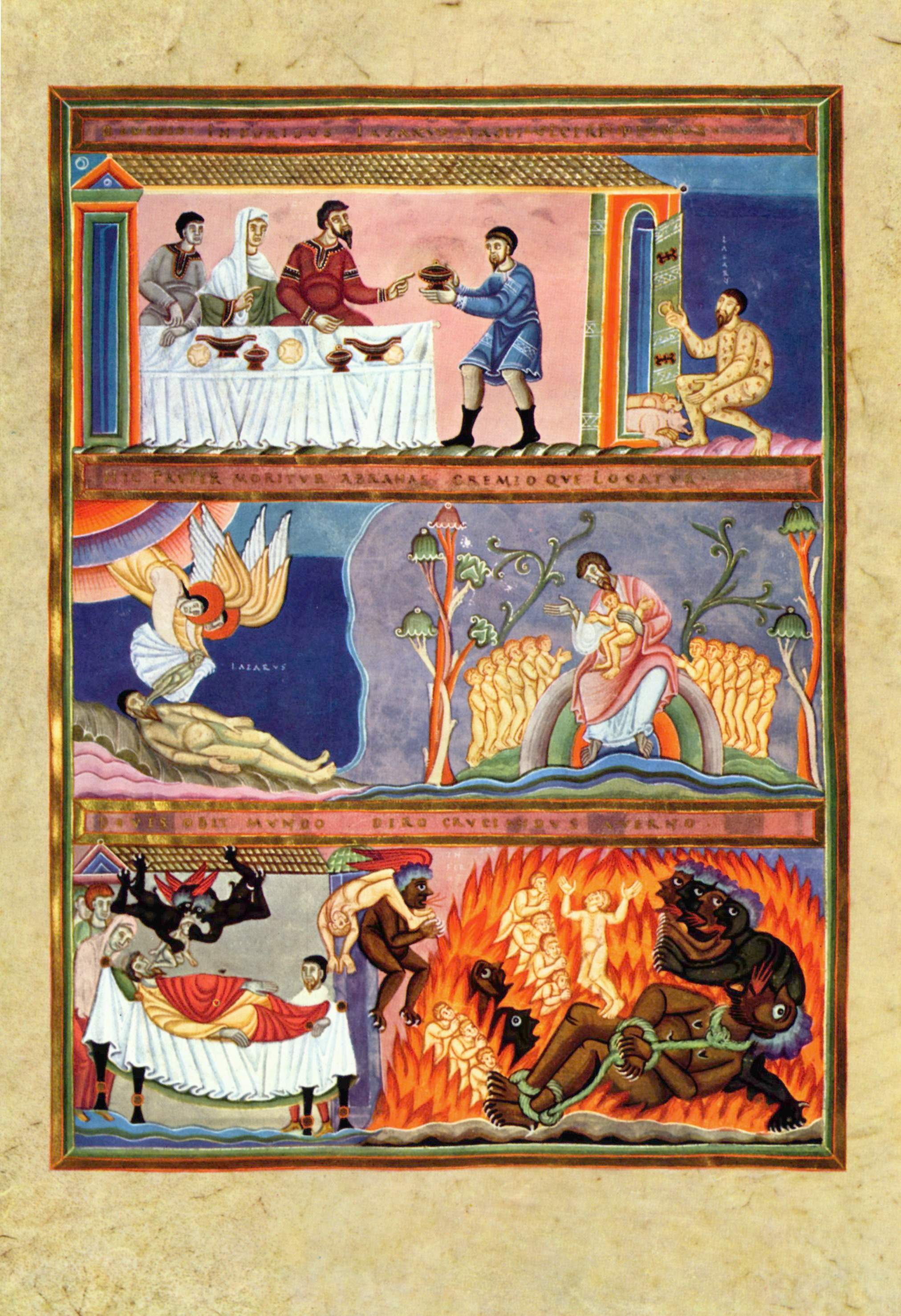
Lázaro e o homem rico do Codex Aureus de Echternach).
No Topo:O homem rico festejando enquanto Lázaro pede esmola em sua porta.
No meio do painel: A alma de Lázaro é levada ao paraíso por dois anjos; Lázaro no "Seio de Abraão".
Embaixo: A alma do homem rico é levada por dois espíritos para o hades; Ele é torturado no Hades.

Hades é a transliteração comum para o português da palavra grega haídes, usada em várias traduções da Bíblia. Talvez signifique "o lugar não visto" ou "o lugar invisível".

## Ocorrências no texto bíblico

### Antigo Testamento
Na Septuaginta (entre o século III e I a.C., é a principal tradução da Bíblia hebraica para o Grego), o termo grego ᾅδης (Hades) é utilizado para substituir o termo hebraico שאול (Sheol) em quase todas as ocorrências, apenas três delas fogem à regra: Jó 24:19 (γῆ, "terra, solo"), Provérbios 23:14 (θάνατος, "morte") e Ezequiel 32:21 (βόθρου or λάκκος, "cova, fosso").

### Novo Testamento
A palavra Hades surge dez vezes nos mais antigos manuscritos do Novo Testamento. Esta é a lista das dez ocorrências em dois dos evangelhos, no Atos dos Apóstolos e no Apocalipse:
- Mateus 11:23; Mateus 16:18;
- Lucas 10:15; Lucas 16:23;
- Atos 2:27–31;
- Apocalipse 1:18; Apocalipse 6:8; Apocalipse 20:13–14.

## Hades e Sheol
O termo grego hades é o equivalente mais próximo da palavra hebraica she'óhl, usualmente transliterada para o português por Sheol. Hades e aplica-se à sepultura comum da população (em contraste com a palavra grega Táfos, uma sepultura individual).[carece de fontes?] Mas é um engano achar que são termos sinônimos pelo seguinte motivo, sheol é um termo encontrado apenas na Bíblia Hebraica sem ideias mitologicas, já hades era um termo claramente mitológico no tempo em que foi produzida a LXX e o NT. Hades era um termo carregado de conteúdo religioso sobre a vida pós-morte. A única semelhança entre os dois é que ambos eram lugares para onde todos os mortos iam indistintamente.
Que ambas foram usadas no mesmo sentido na Bíblia pode ser observado ao se comparar a primeira tradução efetuada do texto das escrituras hebraicas para o grego na Septuaginta, ou versão dos "setenta", produzida no século III. Esta tradução emprega a palavra haídes sessenta vezes para traduzir a palavra hebraica she’óhl. Em Atos 2:27 ("porque não deixarás a minha alma no Hades...") surge outra evidência disto visto que o escritor usa a palavra grega haídes ao traduzir a citação que o apóstolo Pedro fez de Salmos 16:10 ("porque não deixarás a minha alma no Sheol..."), onde surge a palavra hebraica she’óhl. De modo inverso, várias modernas traduções hebraicas das escrituras gregas cristãs usam a palavra "Sheol" para traduzir Hades em Apocalipse 20:13 ("E o mar entregou os mortos nele, e a morte e o Hades entregaram os mortos neles, e foram julgados individualmente segundo as suas ações), 20:14 (E a morte eo Hades foram lançados no lago do fogo...") e a tradução siríaca usa a palavra aparentada "Shiul".
Existe ainda uma outra palavra grega que surge doze vezes no texto bíblico e que é às vezes confundida com Hades. Trata-se da palavra grega géenna (uma forma grega do termo hebraico Geh Hinnóm ou "Vale de Hinom") e usualmente transliterada em português para Geena.

## Como algumas traduções bíblicas vertem as palavras Hades e Sheol
- A versão "Almeida", edição revista e corrigida (ACF), traduz haídes por "inferno" nos primeiros três e nos últimos quatro destes versículos. Nos outros três traduz por "Hades". No caso de she’óhl, esta tradução bíblica é mais abrangente vertendo em diversos locais por "inferno" e em outros por "sepultura", "sepulcro", ou "cova".

- A versão "Bíblia de Jerusalém", nova edição revista e ampliada, de 2002, traduz a palavra uma vez por "mansão dos mortos", duas vezes por "inferno", e as restantes sete por "Hades". Usualmente a palavra hebraica she’óhl é transliterada como Xeol.

- A versão de "Matos Soares", 36ª edição, traduziu haídes tanto por "inferno" como por "habitação dos mortos". Por sua vez, she’óhl é vertido por "inferno", "terra", "morte", "habitação dos mortos", "sepulcro", "sepultura" e transliterou uma vez por "Cheol".

- A versão "A Bíblia na Linguagem de Hoje" (NTLH), traduz haídes por "inferno", "morte", "lugar onde estão os mortos" e "mundo dos mortos".

- A tradução do "Centro Bíblico Católico" verte haídes por "inferno", "região dos mortos" e "morada subterrânea".

- A versão "Bíblia Sagrada Missionários da Difusora Bíblica Fransciscanos Capuchinhos", edição de 2002, traduz haídes por "abismo", "inferno", "morada dos mortos", e "habitação dos mortos". Ao traduzir a palavra she’óhl, esta tradução optou por usar expressões tais como "sepultura", "mundo dos mortos", "abismo", "morada dos mortos", "região dos mortos", "habitação dos mortos" ou "túmulo".

- A "Tradução do Novo Mundo das Escrituras Sagradas", da Sociedade Torre de Vigia de Bíblias e Tratados efectua uma transliteração uniforme das dez ocorrências da palavra grega haídes por "Hades". Da mesma forma as 65 ocorrências de she’óhl, no texto hebraico, são uniformemente transliteradas coerentemente por "Sheol".

- A "Tradução Brasileira da Bíblia", da Sociedade Bíblica do Brasil efectua uma tradução uniforme das dez ocorrências da palavra grega haídes por "Hades". Todas as ocorrências de she’óhl, no texto hebraico, são uniformemente traduzidos coerentemente por "Seol".

- A versão "Bíblia Pastoral" da Editora São Paulo, edição de 1993, verte haídes por "inferno", "morte", e "região dos mortos", "morada dos mortos", "mundo dos mortos". Quanto a she’óhl usam-se expressões como "túmulo", "mansão dos mortos", "cova" ou "mundo dos mortos".

- A tradução "Padre António Pereira de Figueiredo", edição de 1900, verte a palavra haídes uniformemente por "inferno" nas dez ocorrências. Por sua vez a palavra hebraica she’óhl é traduzida por "inferno", "infernos", "sepultura" ou "sepulchro".

### Confusão sobre o significado do termoHades
A utilização da palavra "inferno", que com o tempo ficou associada à ideia de tormento ardente, ou a falta de coerência na tradução desta palavra hebraica resultou em alguma confusão na mente dos leitores. Alguns eruditos mencionaram essa confusão nas seguintes declarações:
| “ | Muita confusão e compreensão errada foram causadas pelo facto dos primitivos tradutores da Bíblia terem traduzido persistentemente o termo hebraico Sheol e os termos gregos Hades e Geena pela palavra "inferno". A simples transliteração destas palavras por parte dos tradutores das edições revisadas da Bíblia não bastou para eliminar apreciavelmente esta confusão e equívoco. | ” |

Sobre a associação da palavra "Hades" com um inferno de fogo, lugar de tormentos para as pessoas após a sua morte física, o glossário da Nouvelle Version da Sociedade Bíblica Francesa observa sob a expressão "habitação dos mortos": "Esta expressão traduz a palavra grega Hades, que corresponde à hebraica Sheol. É o lugar onde os mortos se encontram entre o seu falecimento e a sua ressurreição, ou seja, suas sepulturas. (Lucas 16:23; Atos 2:27–31; Apocalipse 20:13–14)."